# Muurame kyrka
Muurame kyrka (finska: Muuramen kirkko) är en kyrka i Muurame i Finland. Den är församlingskyrka i Muurame församling inom Evangelisk-lutherska kyrkan i Finland. Sommartid tjänar den som vägkyrka.
Kyrkobyggnaden har formen av en enskeppig långkyrka. Den är ritad av arkitekten Alvar Aalto och färdigställdes 1929. Arkitekturen är italienskinfluerad, med ett kampanilliknande klocktorn och små, högt uppsatta fönster.
Bland inventarierna märks altartavlan som föreställer apostlarna Petrus och Johannes botandes en lam man, målad av William Lönnberg, som även utförde målningarna på predikstolen.